# Кот и канарейка (фильм, 1939)
«Кот и канарейка» (англ. The Cat and the Canary) — американский комедийный фильм ужасов 1939 года режиссёра Эллиота Наджента с Бобом Хоупом и Полетт Годдард в главных ролях. Ремейк немого фильма 1927 года «Кот и канарейка», основанного на одноимённой пьесе Джона Уилларда 1922 года.

## Сюжет
Сайрус Норман был миллионером, который жил в поместье в Луизиане со своей возлюбленной мисс Лу. После его смерти осталось завещание из двух частей с обязательным условием открыть его спустя десяти лет после его смерти. В указанный срок все родственники прибываю в поместье, и узнают, что согласно воле покойного наследницей его имущества становится Джойс Норман, но при условии, что она останется в здравом уме в течение следующих 30 дней. Если за это время Джойс потеряет рассудок, наследник будет определён на основании второй части завещания.

## В ролях
- Боб Хоуп — Уолл Кэмпбелл
- Полетт Годдар — Джойс Норман
- Джон Бил — Фред Блайт
- Дуглас Монтгомери — Чарльз Уайлдер
- Гейл Сондергаард — мисс Лу
- Элизабет Паттерсон — тётя Сьюзен
- Нидия Уэстман — Сисили
- Джордж Зукко — адвокат Кросби
- Джон Рэй — Хендрикс
- Джордж Ригас — индийский проводник

## Критика
Газета «The New York Times» хвалила режиссёрскую работу Эллиота Ньюджента, отмечая, что он умело использует приёмы устрашения восприимчивой аудитории, но не забываtn, что фильм является в то же время комедией. «Variety» писала, что фильм сохранил жуткую атмосферу c пугающими сценами оригинальной пьесы, и полностью удовлетворит поклонников детективов, а также доставит зрителям леденящие кровь острые ощущения.

## Релиз на домашних носителях
«Universal Home Entertainment» выпустила фильм на DVD в 2010 году как часть коллекции «Боб Хоуп: Спасибо за воспоминания» (англ. Bob Hope: Thanks for the Memories Collection), а затем в 2011 году индивидуально как часть своей серии «Universal Vault Series» на Amazon.com. 15 сентября 2020 года компания «Kino Lorber» выпустила фильм на Blu-ray. На агрегаторе «Rotten Tomatoes» фильм имеет 72 % положительных рецензий на основе 3 отзывов со средней оценкой 3,8 балла из 5.